# Chiesa dei Santi Lorenzo e Giovanni Battista
La chiesa dei Santi Lorenzo e Giovanni Battista è un luogo di culto cattolico del quartiere Mola di Formia, in provincia di Latina, sede dell'omonima parrocchia appartenente alla forania di Formia dell'Arcidiocesi di Gaeta.

## Storia
Nel IX secolo esisteva già a Formia, nell'attuale quartiere Mola, un luogo di culto dedicato al martire Lorenzo, situato nei pressi delle terme romane, in riva al mare, lungo l'attuale via Abate Tosti. L'edificio, più volte restaurato nel corso dei secoli, venne affiancato sulla destra, nella prima metà del XVI secolo, da una chiesa dedicata a San Giovanni Battista che nel XIX secolo venne unita a quella più antica, così da dare vita ad un unico edificio a due navate e con doppia facciata a capanna sull'esterno con, al centro, un campanile a torre.
Agli inizi degli anni 1930, a causa del crescente numero di abitanti, la chiesa divenne insufficiente e risultò necessaria la costruzione di un nuovo complesso parrocchiale. Venne individuato un terreno più arretrato rispetto al sito originario e il progetto venne affidato nel 1933 a Gustavo Giovannoni, il quale ideò un grande edificio in uno stile fortemente legato alla tradizione, con pianta a croce latina, cupola e avancorpo caratterizzato da un'ampia serliana; i lavori iniziarono nel 1935, ma fin dagli inizi procedettero a rilento a causa di problemi economici e controversie sulla proprietà dell'area. Nel 1941-1942 l'architetto rielaborò il disegno ponendo un campanile a vela dapprima sulla sommità dell'avancorpo (a tre fornici), successivamente in posizione leggermente arretrata e facendo precedere il portale (sormontato da un rosone) da una profonda arcata a tutto sesto. La seconda guerra mondiale bloccò i lavori, che fino ad allora avevano solamente gettato le fondamenta.
Gustavo Giovannoni morì nel 1947 e gli subentrò Giuseppe Zander che, l'anno successivo, presentò un nuovo progetto rielaborando quello del 1941-1942 in chiave maggiormente semplificata, anche grazie alla consulenza di Marcello Piacentini. I lavori ripresero nel 1948 e terminarono nel 1953, ma la chiesa venne consacrata soltanto il 23 giugno 1967.
L'interno della chiesa è stato oggetto di un importante intervento di restauro e consolidamento statico tra il 2009 e il 2011.

## Descrizione

### Misure e dimensioni
| Parametro                       | Misura      |
| ------------------------------- | ----------- |
| Lunghezza totale                | 52,97 metri |
| Lunghezza della navata          | 30,60 metri |
| Larghezza della navata centrale | 18,90 metri |
| Larghezza dell'avancorpo        | 15,50 metri |
| Raggio dell'abside              | 5,20 metri  |

### Arte e architettura
La facciata della chiesa dei Santi Lorenzo e Giovanni Battista, che forma un avancorpo, è preceduta da un ampio sagrato con due fontane, che dà su via Emanuele Filiberto. Il prospetto, in mattoni scuri, presenta un coronamento piano e, sulla parte anteriore, un'ampia arcata cieca a tutto sesto, al centro della quale si aprono il portale, con cornice in marmo chiaro e il rosone circolare; l'arco è sormontato da uno stemma marmoreo di papa Pio XII, opera di Volterrano Volterrani. Altri due portali si aprono sulle fiancate dell'avancorpo e ognuno di essi è sormontato da un'apertura ad arco all'interno della quale si trovano le campane.

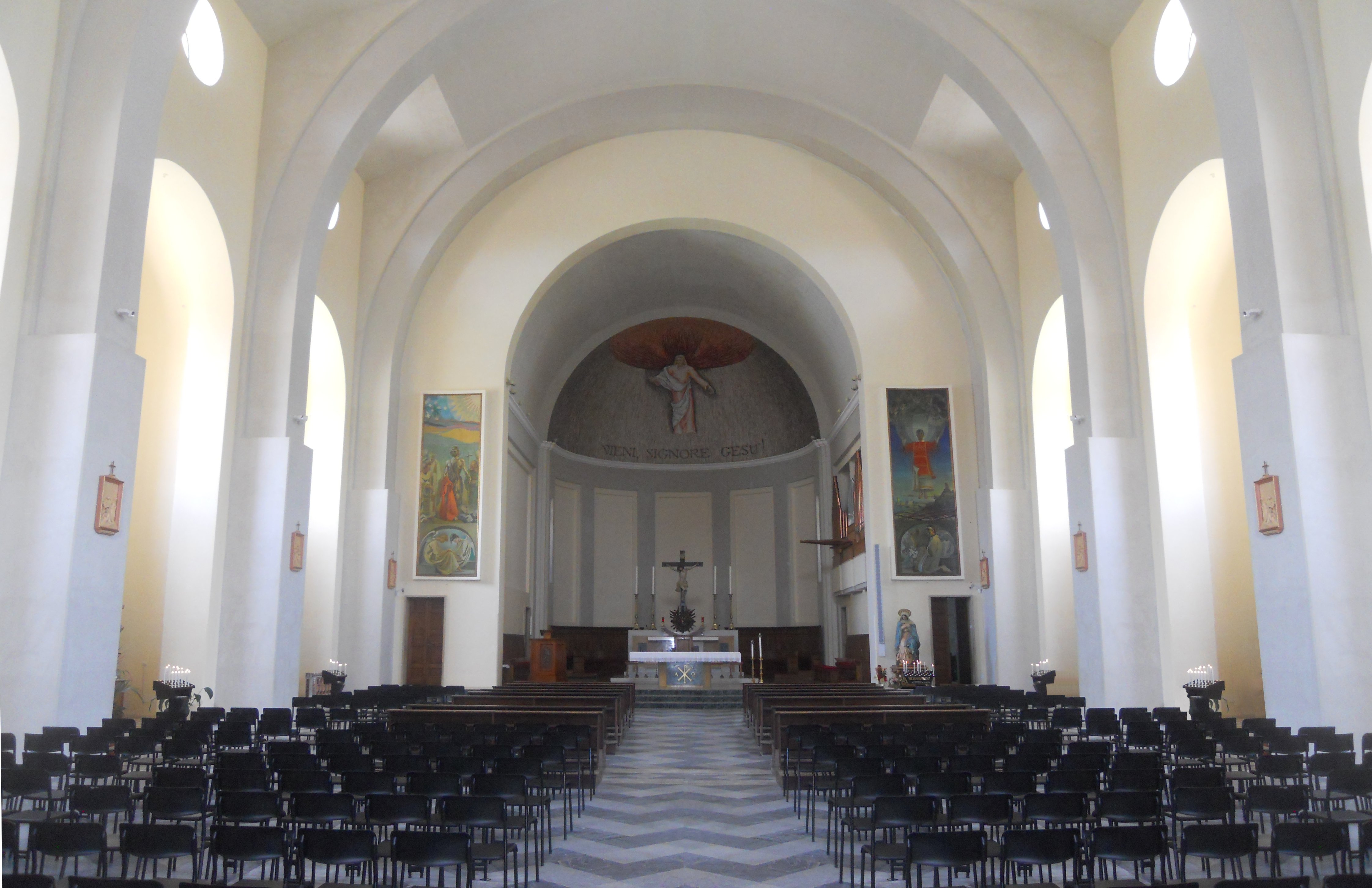
Interno

L'interno della chiesa è a navata unica coperta con volta a botte e suddivisa in quattro campate da arcate a tutto sesto trasversali poggianti su pilastri; ad ogni campata corrisponde una cappella laterale: la prima di sinistra è adibita a battistero, con fonte in marmo chiaro; la seconda ospita una tavola della cerchia di Antoniazzo Romano raffigurante Madonna in trono col Bambino tra i Santi Lorenzo e Sebastiano, del 1490 circa, restaurata nel 1970 da Carlo Giantomassi e proveniente dall'antica chiesa di San Lorenzo; nell'ancona dell'altare marmoreo della terza cappella vi è una pala raffigurante la Madonna del Rosario, della pittrice Lyda de Francisci; la quarta cappella è caratterizzata, nella parte inferiore, dal ricco rivestimento e dall'altare in marmi policromi e ospita la statua processionale in legno dipinto di San Giovanni Battista.
La prima cappella di destra è adibita a penitenzieria ed ospita i quadri Sacra Famiglia (a sinistra) e Madonna in trono col Bambino e angeli; nella seconda trova luogo un dipinto del XVI secolo raffigurante la Madonna con Bambino, angeli e incappucciati, proveniente dal monastero cistercense dell'isola di Ponza; la terza cappella ospita una moderna decorazione marmorea con al centro un quadro ovale con il Sacro Cuore di Gesù; in quella successiva, entro una nicchia in stile barocco, vi è la statua lignea processionale di San Lorenzo.
In fondo alla navata centrale si apre la profonda abside semicircolare, interamente occupata dal presbiterio, rialzato di alcuni gradini rispetto al resto della chiesa, al centro del quale si trova l'altare maggiore, sormontato da un Crocifisso ligneo. Il catino è decorato da un affresco raffigurante Gesù, opera di Antonio Sicurezza; dello stesso autore sono cinque opere del 1968 che in origine ornavano la parete semicircolare dell'abside e che, nel 2011, sono state ricollocate in più punti della chiesa: sopra la porta laterale di destra vi è la Visitazione; ai due lati dell'arco dell'avancorpo, nella navata, si trovano Giovanni Battista e Erode (più vicino alla parete di sinistra) e la Carità di San Lorenzo (più vicino alla parete di destra); ai due lati dell'arco absidale vi sono la Predicazione di San Giovanni Battista (a sinistra) e la Gloria di San Lorenzo (a destra); infine, in controfacciata, vi è un sesto dipinto, già sulla parete di destra del presbiterio, raffigurante l'Ultima Cena.

### Organo a canne

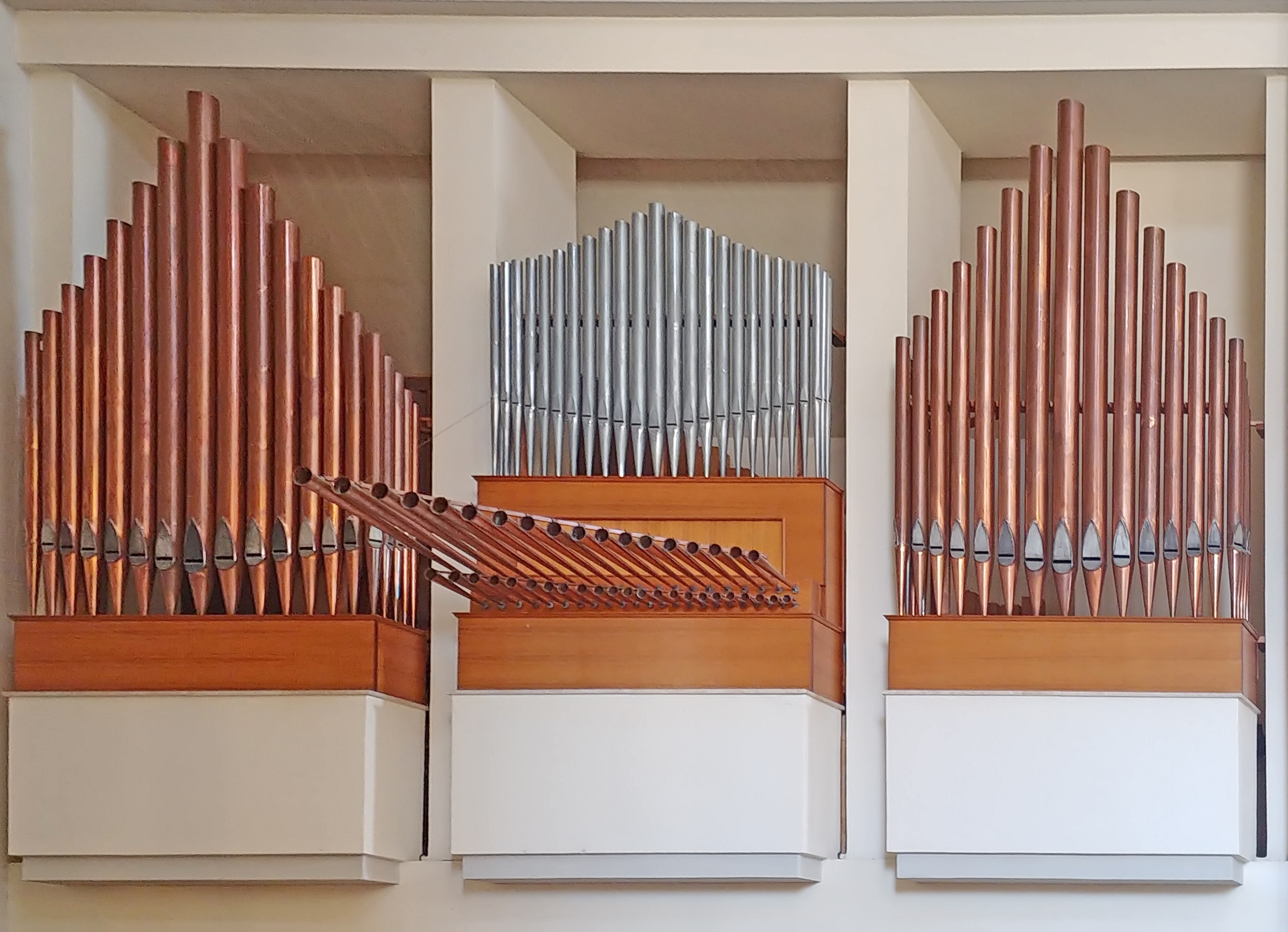
Organo a canne

L'organo a canne della chiesa è stato costruito da Augusto Bevilacqua nel 1986.
Lo strumento, a trasmissione elettrica, è ospitato all'interno di un ampio vano posto lungo la parete destra del presbiterio, che verso la chiesa dispone di una triplice apertura, ciascuna con una propria piccola cantoria. Sulle tre cantorie poggia la mostra, con cassa limitata al basamento, formata da tre cuspidi di canne del registro principale, in zinco al centro (con sotto le tube poste in orizzontale del registro Tromba duttiè 8') e in rame ai lati, con bocche a mitria. La consolle, mobile indipendente, è posta al centro dell'abside, alle spalle dell'altare maggiore; essa dispone di due tastiere di 61 note ciascuna e pedaliera concavo-radiale di 32, con i registri, le unioni, gli accoppiamenti e gli annullatori azionati da placchette a bilico poste al di sopra del secondo manuale, con nomi incisi.